# Эдуард II (пьеса)
«Эдуард II» (англ. Edward II) — трагедия английского драматурга Кристофера Марло, написанная в 1592 году. Рассказывает об английском короле Эдуарде II, свергнутом и убитом своими подданными. Пьесу относят к наиболее значительным произведениям елизаветинской литературы. Она легла в основу одноимённого фильма Дерека Джармена.

## Сюжет
Действие пьесы происходит в 1307—1327 годах. В центре сюжета — взаимоотношения заглавного героя с фаворитами, Пьером де Гавестоном и Хью ле Диспенсером. Марло использует идеи XVI века о негативных последствиях фаворитизма монархов, при этом прочитывается явный намёк на однополую любовь. Он изобразил смерть Эдуарда как убийство, сравнив её с мученичеством. Драматург не описывал орудие убийства, однако постановки обычно следовали традиционной истории о раскалённой кочерге. Главный герой в пьесе сравнивается с современниками автора — королём Англии Яковом I и королём Франции Генрихом III; возможно, он повлиял на образ Ричарда II в хронике Уильяма Шекспира.